# Chusaris puncticilia
Chusaris puncticilia là một loài bướm đêm trong họ Noctuidae.